# Šuja
Šuja es un municipio del distrito de Žilina en la región de Žilina, Eslovaquia, con una población estimada a final del año 2024 de 323 habitantes.
Se encuentra ubicado al oeste de la región, cerca del curso alto del río Váh (cuenca hidrográfica del Danubio) y de la frontera con la región de Trenčín.

## Demografía
| Año        | 1994 | 2004 | 2014    | 2024    |
| ---------- | ---- | ---- | ------- | ------- |
| Población  | 0    | 318  | 304     | 323     |
| Diferencia |      | –    | −4,40 % | +6,25 % |

| Año        | 2023 | 2024    |
| ---------- | ---- | ------- |
| Población  | 318  | 323     |
| Diferencia |      | +1,57 % |